# 春場蔥
春場蔥（日语：／ Haruba Negi，1991年7月27日—），日本男性漫畫家，出身自愛知縣知多市。代表作為《五等分的新娘》，在2019年以該作獲得第43屆講談社漫畫獎。

## 筆名
筆名（的拼音為「negi」）來自赤松健漫畫《魔法老師》男主角涅吉·史普林菲爾德（Negi Springfield）。春場在第43屆（2019年）講談社漫畫獎頒獎典禮發表得獎感言時，談及擔任該獎審查委員的赤松健，指能被赤松選中獲獎是對他而言是特別的，他10年前的高中時代早已拜讀《魔法老師》。

## 經歷
春場在小學時曾經畫過漫畫，也有給朋友看過，但在知道漫畫家大都很窮之後，就放棄當上漫畫家的夢想了。直至高中一年級時，有朋友畫了漫畫讓他看，令他也想畫畫看，才繼續執筆畫起漫畫來。
2012年，憑漫畫《Coward Cross World》（カワードクロスワールド）入選週刊少年Magazine新人漫畫獎。
2014年，憑漫畫《裏世界Communication》（裏世界コミュニケーション）獲得第21屆電擊漫畫大獎的金獎。同年10月，春場作畫、廣瀨俊原作的《煉獄之業》於《週刊少年Magazine》第47號起開始連載，該漫畫以「拯救自殺的罪業」為主題。《煉獄之業》於翌年7月的《週刊少年Magazine》第35號完結，結束連載。
2015年11月23日，春場在Twitter宣佈已經舉辦完婚禮的消息。
時隔前作《煉獄之業》兩年，春場於《週刊少年Magazine》2017年第35、36合併號開始連載其新作《五等分的新娘》。《五等分的新娘》是戀愛喜劇漫畫，內容講述成績優異的貧窮高中生上杉風太郎給性格各異、成績堪憂的中野五胞胎姊妹補習，好讓她們可以順利畢業的故事。本作大受歡迎，這套後宮型作品的五名女主角都各有支持者。該漫畫在2019年獲改編為電視動畫。截至2020年4月為止（第14卷正式發售前），單行本日本國內總銷量超過1200萬本。漫畫連載於2020年2月完結。
2019年，春場憑《五等分的新娘》在第43屆講談社漫畫獎少年部門中跟大今良時一同獲獎。該獎審査委員之一、著有《純情房東俏房客》等戀愛後宮漫畫的赤松健大讚《五等分的新娘》為「後宮型美少女戀愛喜劇的最終完成版，繪畫的魅力真是不得了，可說是《（週刊少年）Magazine》的最強戀愛喜劇」。
2020年10月27日，春場為預定於《週刊少年Magazine》刊登的新連載作品開始招募助手。12月23日，宣布將於2021年2月3日開始連載新作《戰隊大失格》。

## 作品列表
- 煉獄之業（原作：廣瀨俊，《週刊少年Magazine》，2014年－2015年，全5卷）
- 五等分的新娘（《週刊少年Magazine》，2017年－2020年，全14卷）
- 戰隊大失格（《週刊少年Magazine》，2021年－，已出版19卷）

## 相關漫畫家
- 色原三（色原みたび）：春場的朋友，兩人在上京之前的一起目標成為漫畫家。跟他是「互相切磋琢磨」的關係[14]。
- 藤村緋二：春場曾任藤村的助手[15]。
- 内海八重：内海從《煉獄之業》連載開始到完結期間擔任春場的助手[16]。
- 內藤Marcey：原本擔任春場的助手，有著協助《五等分的新娘》的經歷[17]。

## 外部連結
- 春場蔥的X（前Twitter）（日語）
- YouTube上的春場蔥頻道（日語）